# Ньюгетский справочник

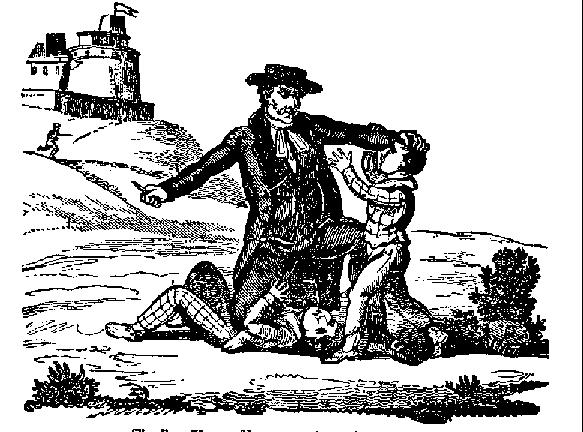
Изображение детоубийцыТомаса Хантера (Thomas Hunter) (казнён в августе 1700 года) из Ньюгетского справочника

Ньюгетский справочник, также Ньюгетский календарь (англ. The Newgate Calendar), — книжное издание в шести томах, которое включало в себя биографии преступников, в своё время отбывавших наказание в Ньюгетской тюрьме в период с конца XVIII по XIX век.
Справочник также содержал описания преступлений, чем активно пользовались сыщики.

## История
Изначально справочник представлял собой ежемесячный бюллетень о смертных казнях, произведённых начальником Ньюгетской тюрьмы. Там содержались биографические заметки об известных преступниках, таких как Соуни Бин, Дик Турпин, Джон Уилкс и Мэри Фрит.

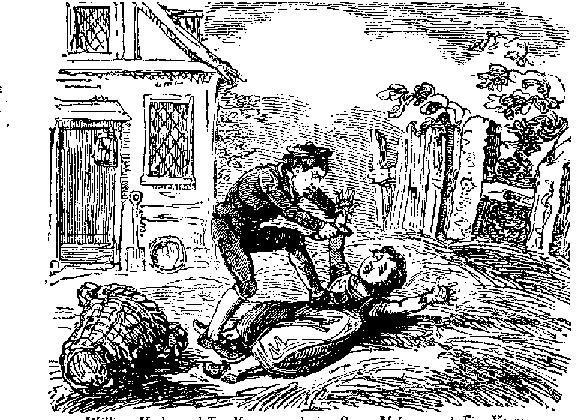
Изображение 10-летнего Уильяма Йорка (William York), убивающего 5-летнюю Сьюзанн Мэттью (Susan Matthew) 13 мая 1748 года. Йорк был приговорён к виселице, однако затем помилован

Сборники историй о преступниках стали появляться в середине XVIII века, а в 1774 году стандартным форматом для подобных изданий стали пятитомники, где были описаны все преступления с 1700 года по дату публикации. Полностью название Ньюгетского сборника звучало как «The Newgate Calendar; comprising interesting memoirs of the most notorious characters who have been convicted of outrages on the laws of England since the commencement of the eighteenth century; with anecdotes and last exclamations of sufferers».
Хотя многие из рассказов календаря сильно приукрашены, они оживленны и полны инцидентов и часто относятся к современным событиям и социальным вопросам. Наряду с Библией и «Путешествие Пилигрима в Небесную Страну» Джона Баньяна, «Ньюгетский календарь» был в тройке лучших работ, которые, скорее всего, будут найдены в среднестатистическом доме того времени.
Записи резко выступают против своих подданных, католицизма, Протектората и Содружества, любых политических врагов Британии (таких как французы), пьянства, проституции («Женщины заброшенного характера»), азартных игр, разгульного образа жизни и других пороков, но восхваляя протестантизм, Англиканскую церковь, английскую монархию и правовую систему, Общий закон и Кровавый кодекс, за редким исключением. В одном издании содержалось введение, в котором предполагалось, что мошенничество тоже должно караться смертной казнью.
Новое издание было опубликовано в четырёх томах между 1824 и 1826 годом адвокатами Эндрю Кнаппом (англ. Andrew Knapp) и Уильямом Балдвином (англ. William Baldwin) под названием «The New Newgate Calendar».
Между 1863 и 1866 годами выходило пенни-дредфулиздание «Нового Ньюгетского календаря».